# República Checa nos Jogos Olímpicos de Inverno de 2006
A República Checa mandou 84 competidores para os Jogos Olímpicos de Inverno de 2006, em Turim, na Itália. A delegação conquistou 4 medalhas no total, sendo uma de ouro, duas de prata e uma de bronze.
A esquiadora Kateřina Neumannová foi a atleta com mais medalhas, uma de ouro e uma de prata. As outras medalhas foram conquistadas por Lukáš Bauer no esqui cross-country e pela equipe de hóquei no gelo masculina.

## Medalhas
| Atleta | Esporte | Evento                         | Medalha |
| --- | --- | ------------------------------ | ------- |
| Kateřina Neumannová | Esqui cross-country | Largada coletiva feminina      | Ouro    |
| Kateřina Neumannová | Esqui cross-country | Perseguição combinada feminina | Prata   |
| Lukáš Bauer | Esqui cross-country | Clássico masculino             | Prata   |
| \| Dominik Hašek Tomáš Vokoun Milan Hnilička Dušan Salfický František Kaberle Tomáš Kaberle Filip Kuba Pavel Kubina Marek Malík Jaroslav Špaček Marek Židlický Jan Bulis \| Petr Čajánek Patrik Eliáš Martin Erat Milan Hejduk Aleš Hemský Jaromír Jágr Robert Lang Rostislav Olesz Václav Prospal Martin Ručínský Martin Straka David Výborný \| | Hóquei no gelo | Masculino                      | Bronze  |
| Dominik Hašek Tomáš Vokoun Milan Hnilička Dušan Salfický František Kaberle Tomáš Kaberle Filip Kuba Pavel Kubina Marek Malík Jaroslav Špaček Marek Židlický Jan Bulis | Petr Čajánek Patrik Eliáš Martin Erat Milan Hejduk Aleš Hemský Jaromír Jágr Robert Lang Rostislav Olesz Václav Prospal Martin Ručínský Martin Straka David Výborný |                                |         |

## Desempenho

### Biatlo
| Atleta                                                              | Evento                     | Final     | Final | Final |
| Atleta                                                              | Evento                     | Tempo     | Pen.  | Pos.  |
| ------------------------------------------------------------------- | -------------------------- | --------- | ----- | ----- |
| Irena Česneková                                                     | Individual feminino        | 1:00:08.0 | 7     | 67    |
| Roman Dostál                                                        | Velocidade masculino       | 28:05.6   | 3     | 43    |
| Roman Dostál                                                        | Perseguição masculino      | 38:48.07  | 7     | 29    |
| Roman Dostál                                                        | Largada coletiva masculina | 49:29.9   | 4     | 23    |
| Roman Dostál                                                        | Individual masculino       | 58:53.5   | 4     | 30    |
| Lenka Faltusová                                                     | Velocidade feminino        | 24:16.9   | 0     | 32    |
| Lenka Faltusová                                                     | Perseguição feminino       | 43:22.57  | 4     | 36    |
| Kateřina Holubcová                                                  | Velocidade feminino        | 24:33.3   | 1     | 39    |
| Kateřina Holubcová                                                  | Perseguição feminino       | 41:37.52  | 3     | 24    |
| Kateřina Holubcová                                                  | Individual feminino        | 56:17.9   | 4     | 45    |
| Tomáš Holubec                                                       | Individual masculino       | 59:13.1   | 2     | 33    |
| Ondřej Moravec                                                      | Velocidade masculino       | 28:20.3   | 1     | 33    |
| Ondřej Moravec                                                      | Perseguição masculino      | 39:52.35  | 5     | 39    |
| Magda Rezlerová                                                     | Velocidade feminino        | 26:06.7   | 2     | 61    |
| Magda Rezlerová                                                     | Individual feminino        | 59:18.0   | 6     | 61    |
| Michal Šlesingr                                                     | Velocidade masculino       | 29:22.9   | 3     | 56    |
| Michal Šlesingr                                                     | Perseguição masculino      | 39:03.78  | 4     | 32    |
| Michal Šlesingr                                                     | Individual masculino       | 1:00:03.8 | 5     | 45    |
| Zdeňka Vejnarová                                                    | Velocidade feminino        | 24:46.4   | 2     | 43    |
| Zdeňka Vejnarová                                                    | Perseguição feminino       | 43:17.79  | 6     | 35    |
| Zdeňka Vejnarová                                                    | Individual feminino        | 57:14.3   | 6     | 53    |
| Zdeněk Vítek                                                        | Velocidade masculino       | 27:24.1   | 1     | 10    |
| Zdeněk Vítek                                                        | Perseguição masculino      | 37:30.22  | 5     | 16    |
| Zdeněk Vítek                                                        | Largada coletiva masculina | 49:21.3   | 2     | 22    |
| Zdeněk Vítek                                                        | Individual masculino       | 57:26.8   | 3     | 22    |
| Ondřej Moravec Zdeněk Vítek Roman Dostál Michal Šlesingr            | Revezamento masculino      | 1:23:04.0 | 12    | 6     |
| Kateřina Holubcová Lenka Faltusová Magda Rezlerová Zdeňka Vejnarová | Revezamento feminino       | 1:24:14.8 | 13    | 13    |

### Bobsleigh
| Atleta                                             | Evento             | Final      | Final      | Final      | Final       | Final       | Final |
| Atleta                                             | Evento             | 1ª corrida | 2ª corrida | 3ª corrida | 4ª corrida  | Total       | Pos.  |
| -------------------------------------------------- | ------------------ | ---------- | ---------- | ---------- | ----------- | ----------- | ----- |
| Ivo Danilevič Roman Gomola                         | Duplas masculinas  | 56.40      | 56.24      | 56.99      | 57.12       | 3:46.75     | 11    |
| Miloš Veselý Jan Kobián                            | Duplas masculinas  | 56.93      | 57.49      | 58.28      | Não avançou | Não avançou | 28    |
| Ivo Danilevič Radek Řechka Roman Gomola Jan Kobián | Equipes masculinas | 55.92      | 55.83      | 55.66      | 55.56       | 3:42.97     | 14    |

### Combinado nórdico
| Patrik Chlum                                             | Individual Gundersen | 182.5 | 45 | 5:20 | 50:03.9 +10:19.3 | 47 |
| Pavel Churavý                                            | Velocidade           | 96.1  | 36 | 1:58 | 20:09.9 +1:40.9  | 31 |
| Pavel Churavý                                            | Individual Gundersen | 210.0 | 31 | 3:30 | 43:14.2 +3:29.6  | 17 |
| Ladislav Rygl                                            | Velocidade           | 104.7 | 26 | 1:24 | 18:11.2 +1:06.2  | 17 |
| Ladislav Rygl                                            | Individual Gundersen | 198.0 | 34 | 4:18 | 44:58.7 +5:14.1  | 36 |
| Tomáš Slavík                                             | Velocidade           | 104.9 | 25 | 1:23 | 20:03.8 +1:34.8  | 26 |
| Tomáš Slavík                                             | Individual Gundersen | 196.5 | 35 | 4:24 | 44:59.4 +5:14.8  | 37 |
| Aleš Vodseďálek                                          | Velocidade           | 97.2  | 35 | 1:54 | 22:45.0 +4:16.0  | 47 |
| Aleš Vodseďálek Tomáš Slavík Ladislav Rygl Pavel Churavý | Equipes              | 805.1 | 9  | 1:48 | 53:58.5 +4:05.9  | 8  |

### Esqui alpino
| Atletas           | Evento                   | Final      | Final      | Final      | Final   | Final |
| Atletas           | Evento                   | 1ª Corrida | 2ª Corrida | 3ª Corrida | Total   | Pos.  |
| ----------------- | ------------------------ | ---------- | ---------- | ---------- | ------- | ----- |
| Ondřej Bank       | Downhill masculino       | DNF        | DNF        | DNF        | DNF     | DNF   |
| Ondřej Bank       | Super-G masculino        | DNF        | DNF        | DNF        | DNF     | DNF   |
| Ondřej Bank       | Slalom gigante masculino | 1:18.45    | 1:19.40    |            | 2:37.85 | 16    |
| Ondřej Bank       | Slalom masculino         | DNS        | DNS        | DNS        | DNS     | DNS   |
| Ondřej Bank       | Combinado masculino      | 1:40.50    | 45.34      | 45.16      | 3:11.00 | 6     |
| Kryštof Krýzl     | Super-G masculino        |            |            |            | 1:34.20 | 34    |
| Kryštof Krýzl     | Slalom gigante masculino | DNF        | DNF        | DNF        | DNF     | DNF   |
| Kryštof Krýzl     | Slalom masculino         | DNF        | DNF        | DNF        | DNF     | DNF   |
| Kryštof Krýzl     | Combinado masculino      | 1:41.47    | 46.62      | 46.09      | 3:14.18 | 6     |
| Filip Trejbal     | Slalom masculino         | 54.75      | DNF        | DNF        | DNF     | DNF   |
| Filip Trejbal     | Combinado masculino      | DNF        | DNF        | DNF        | DNF     | DNF   |
| Martin Vráblík    | Super-G masculino        |            |            |            | 1:34.90 | 38    |
| Martin Vráblík    | Slalom gigante masculino | 1:20.41    | DNF        | DNF        | DNF     | DNF   |
| Martin Vráblík    | Slalom masculino         | 56.01      | 51.39      |            | 1:47.40 | 21    |
| Martin Vráblík    | Combinado masculino      | 1:40.50    | 46.73      | 45.18      | 3:12.41 | 12    |
| Petr Záhrobský    | Downhill masculino       |            |            |            | 1:52.90 | 34    |
| Petr Záhrobský    | Super-G masculino        |            |            |            | 1:33.70 | 32    |
| Petr Záhrobský    | Slalom gigante masculino | DNF        | DNF        | DNF        | DNF     | DNF   |
| Boris Zakouřil    | Downhill masculino       |            |            |            | 1:52.90 | 34    |
| Lucie Hrstková    | Super-G feminino         | 1:35.62    |            |            |         | 36    |
| Lucie Hrstková    | Slalom gigante feminino  | 1:03.21    | DNF        | DNF        | DNF     | DNF   |
| Lucie Hrstková    | Slalom feminino          | 46.45      | DNF        | DNF        | DNF     | DNF   |
| Lucie Hrstková    | Combinado feminino       | 40.96      | 46.19      | 1:32.42    | 2:59.57 | 22    |
| Eva Kurfürstová   | Slalom feminino          | 45.03      | 48.44      |            | 1:33.47 | 28    |
| Šárka Záhrobská   | Super-G feminino         | 1:34.98    |            |            |         | 27    |
| Šárka Záhrobská   | Slalom gigante feminino  | 1:03.61    | DNF        | DNF        | DNF     | DNF   |
| Šárka Záhrobská   | Slalom feminino          | 43.52      | 48.03      |            | 1:31.55 | 13    |
| Šárka Záhrobská   | Combinado feminino       | 40.26      | 44.50      | 1:32.38    | 2:57.14 | 19    |
| Petra Zakouřilová | Slalom gigante feminino  | 1:03.93    | 1:13.07    |            | 2:27.00 | 27    |
| Petra Zakouřilová | Slalom feminino          | DNF        | DNF        | DNF        | DNF     | DNF   |
| Petra Zakouřilová | Combinado feminino       | 40.46      | 45.72      |            | 1:34.59 | 27    |

### Esqui cross-country
| Atleta                                                              | Evento                           | Preliminares | Preliminares | Quartas     | Quartas     | Semifinal   | Semifinal   | Final       | Final            |
| Atleta                                                              | Evento                           | Total        | Pos.         | Total       | Pos.        | Total       | Pos.        | Total       | Pos.             |
| ------------------------------------------------------------------- | -------------------------------- | ------------ | ------------ | ----------- | ----------- | ----------- | ----------- | ----------- | ---------------- |
| Lukáš Bauer                                                         | Clássico masculino               |              |              |             |             |             |             | 38:15.8     | 10               |
| Lukáš Bauer                                                         | Perseguição combinada masculina  |              |              |             |             |             |             | 1:17:10.1   | 10               |
| Lukáš Bauer                                                         | Largada coletiva masculina       |              |              |             |             |             |             | 2:06:29.0   | Medalha de prata |
| Helena Erbenová                                                     | Perseguição combinada feminina   |              |              |             |             |             |             | 45:57.0     | 29               |
| Helena Erbenová                                                     | Largada coletiva feminina        |              |              |             |             |             |             | 1:30:20.6   | 39               |
| Ivana Janečková                                                     | Perseguição combinada feminina   |              |              |             |             |             |             | 45:33.5     | 23               |
| Ivana Janečková                                                     | Largada coletiva feminina        |              |              |             |             |             |             | 1:27:55.7   | 27               |
| Martin Koukal                                                       | Perseguição combinada masculina  |              |              |             |             |             |             | 1:18:09.6   | 22               |
| Martin Koukal                                                       | Largada coletiva masculina       |              |              |             |             |             |             | 2:06:14.9   | 7                |
| Martin Koukal                                                       | Velocidade individual masculino  | 2:19.39      | 20 Q         | 2:23.5      | 3           | Não avançou | Não avançou | Não avançou | 15               |
| Dušan Kožíšek                                                       | Velocidade individual masculino  | 2:19.64      | 21 Q         | 2:24.5      | 5           | Não avançou | Não avançou | Não avançou | 22               |
| Jiří Magál                                                          | Perseguição combinada masculina  |              |              |             |             |             |             | 1:17:21.7   | 14               |
| Jiří Magál                                                          | Largada coletiva masculina       |              |              |             |             |             |             | 2:06:15.1   | 8                |
| Petr Michl                                                          | Clássico masculino               |              |              |             |             |             |             | 42:54.0     | 59               |
| Kateřina Neumannová                                                 | Clássico feminino                |              |              |             |             |             |             | 28:22.2     | 5                |
| Kateřina Neumannová                                                 | Perseguição combinada feminina   |              |              |             |             |             |             | 42.50.6     | Medalha de prata |
| Kateřina Neumannová                                                 | Largada coletiva feminina        |              |              |             |             |             |             | 1:22:25.4   | Medalha de ouro  |
| Eva Nývltová                                                        | Clássico feminino                |              |              |             |             |             |             | 31:25.8     | 45               |
| Eva Nývltová                                                        | Velocidade individual feminino   | 2:22.86      | 50           | Não avançou | Não avançou | Não avançou | Não avançou | Não avançou | 50               |
| Kamila Rajdlová                                                     | Clássico feminino                |              |              |             |             |             |             | 30:25.2     | 32               |
| Kamila Rajdlová                                                     | Largada coletiva feminina        |              |              |             |             |             |             | 1:28:38.6   | 31               |
| Milan Šperl                                                         | Perseguição combinada masculina  |              |              |             |             |             |             | 1:20:16.7   | 36               |
| Milan Šperl                                                         | Largada coletiva masculina       |              |              |             |             |             |             | 2:07:01.9   | 27               |
| Martin Koukal Dušan Kožíšek                                         | Velocidade por equipes masculino |              |              |             |             | 17:34.9     | 2 Q         | 17:49.6     | 10               |
| Helena Erbenová Kamila Rajdlová                                     | Velocidade por equipes feminino  |              |              |             |             | 18:11.6     | 6           | Não avançou | 12               |
| Martin Koukal Lukáš Bauer Jiří Magál Dušan Kožíšek                  | Revezamento masculino            |              |              |             |             |             |             | 1:46:03.3   | 9                |
| Helena Erbenová Kamila Rajdlová Ivana Janečková Kateřina Neumannová | Revezamento feminino             |              |              |             |             |             |             | 55:46.3     | 6                |

### Esqui estilo livre
| Atleta        | Evento            | Preliminar | Preliminar | Final       | Final |
| Atleta        | Evento            | Pontos     | Pos.       | Pontos      | Pos.  |
| ------------- | ----------------- | ---------- | ---------- | ----------- | ----- |
| Nikola Sudová | Moguls feminino   | 23.31      | 11         | 23.58       | 6     |
| Šárka Sudová  | Moguls feminino   | 18.64      | 26         | Não avançou | 26    |
| Aleš Valenta  | Aerials masculino | 193.58     | 21         | Não avançou | 21    |

### Hóquei no gelo
| Equipe | Evento    | Fase de grupos      | Fase de grupos | Quartas              | Semifinal         | Final                               | Pos.              |
| Equipe | Evento    | Adversário Placar   | Pos.           | Adversário Placar    | Adversário Placar | Adversário Placar                   | Pos.              |
| --- | --------- | ------------------- | -------------- | -------------------- | ----------------- | ----------------------------------- | ----------------- |
| Dominik Hašek Tomáš Vokoun Milan Hnilička Dušan Salfický František Kaberle Tomáš Kaberle Filip Kuba Pavel Kubina Marek Malík Jaroslav Špaček Marek Židlický Jan Bulis Petr Čajánek Patrik Eliáš Martin Erat Milan Hejduk Aleš Hemský Jaromír Jágr Robert Lang Rostislav Olesz Václav Prospal Martin Ručínský Martin Straka David Výborný | Masculino | GER Alemanha V 4-1  | 4º (Gr. A)     | SVK Eslováquia V 3-1 | SWE Suécia D 3-7  | Disputa do bronze: RUS Rússia V 3-0 | Medalha de bronze |
| Dominik Hašek Tomáš Vokoun Milan Hnilička Dušan Salfický František Kaberle Tomáš Kaberle Filip Kuba Pavel Kubina Marek Malík Jaroslav Špaček Marek Židlický Jan Bulis Petr Čajánek Patrik Eliáš Martin Erat Milan Hejduk Aleš Hemský Jaromír Jágr Robert Lang Rostislav Olesz Václav Prospal Martin Ručínský Martin Straka David Výborný | Masculino | SUI Suíça D 2-3     | 4º (Gr. A)     | SVK Eslováquia V 3-1 | SWE Suécia D 3-7  | Disputa do bronze: RUS Rússia V 3-0 | Medalha de bronze |
| Dominik Hašek Tomáš Vokoun Milan Hnilička Dušan Salfický František Kaberle Tomáš Kaberle Filip Kuba Pavel Kubina Marek Malík Jaroslav Špaček Marek Židlický Jan Bulis Petr Čajánek Patrik Eliáš Martin Erat Milan Hejduk Aleš Hemský Jaromír Jágr Robert Lang Rostislav Olesz Václav Prospal Martin Ručínský Martin Straka David Výborný | Masculino | FIN Finlândia D 2-4 | 4º (Gr. A)     | SVK Eslováquia V 3-1 | SWE Suécia D 3-7  | Disputa do bronze: RUS Rússia V 3-0 | Medalha de bronze |
| Dominik Hašek Tomáš Vokoun Milan Hnilička Dušan Salfický František Kaberle Tomáš Kaberle Filip Kuba Pavel Kubina Marek Malík Jaroslav Špaček Marek Židlický Jan Bulis Petr Čajánek Patrik Eliáš Martin Erat Milan Hejduk Aleš Hemský Jaromír Jágr Robert Lang Rostislav Olesz Václav Prospal Martin Ručínský Martin Straka David Výborný | Masculino | ITA Itália V 4-1    | 4º (Gr. A)     | SVK Eslováquia V 3-1 | SWE Suécia D 3-7  | Disputa do bronze: RUS Rússia V 3-0 | Medalha de bronze |
| Dominik Hašek Tomáš Vokoun Milan Hnilička Dušan Salfický František Kaberle Tomáš Kaberle Filip Kuba Pavel Kubina Marek Malík Jaroslav Špaček Marek Židlický Jan Bulis Petr Čajánek Patrik Eliáš Martin Erat Milan Hejduk Aleš Hemský Jaromír Jágr Robert Lang Rostislav Olesz Václav Prospal Martin Ručínský Martin Straka David Výborný | Masculino | CAN Canadá D 2-3    | 4º (Gr. A)     | SVK Eslováquia V 3-1 | SWE Suécia D 3-7  | Disputa do bronze: RUS Rússia V 3-0 | Medalha de bronze |

### Luge
| Atleta                  | Evento               | Final      | Final      | Final      | Final      | Final    | Final |
| Atleta                  | Evento               | 1ª corrida | 2ª corrida | 3ª corrida | 4ª corrida | Total    | Pos.  |
| ----------------------- | -------------------- | ---------- | ---------- | ---------- | ---------- | -------- | ----- |
| Jakub Hyman             | Individual masculino | 53.262     | 53.667     | 52.964     | 52.930     | 3:32.823 | 27    |
| Markéta Jeriová         | Individual feminino  | DNF        | DNF        | DNF        | DNF        | DNF      |       |
| Lukáš Brož Antonín Brož | Duplas               | 49.415     | 48.697     |            |            | 1:38.112 | 16    |

### Patinação artística
| Atleta       | Evento               | Programa curto | Programa curto | Programa longo | Programa longo | Total  | Total |
| Atleta       | Evento               | Pontos         | Pos.           | Pontos         | Pos.           | Pontos | Pos.  |
| ------------ | -------------------- | -------------- | -------------- | -------------- | -------------- | ------ | ----- |
| Tomáš Verner | Individual masculino | 59.71          | 22 Q           | 120.36         | 15             | 180.07 | 18    |

### Patinação de velocidade
Individual
| Atleta            | Evento          | 1ª corrida | 1ª corrida | 2ª corrida | 2ª corrida | Final   | Final |
| Atleta            | Evento          | Tempo      | Pos.       | Tempo      | Pos.       | Tempo   | Pos.  |
| ----------------- | --------------- | ---------- | ---------- | ---------- | ---------- | ------- | ----- |
| Martina Sáblíková | 3000 m feminino |            |            |            |            | 7:01.38 | 4     |
| Martina Sáblíková | 5000 m feminino |            |            |            |            | 7:01.38 | 4     |

### Patinação de velocidade em pista curta
| Atleta           | Evento          | Preliminar | Preliminar | Quartas     | Quartas     | Semifinal   | Semifinal   | Final          | Final |
| Atleta           | Evento          | Tempo      | Pos.       | Tempo       | Pos.        | Tempo       | Pos.        | Tempo          | Pos.  |
| ---------------- | --------------- | ---------- | ---------- | ----------- | ----------- | ----------- | ----------- | -------------- | ----- |
| Kateřina Novotná | 500 m feminino  | 46.279     | 2 Q        | 45.596      | 1 Q         | 45.718      | 4           | Final B 55.378 | 6     |
| Kateřina Novotná | 1000 m feminino | 1:32.220   | 3          | Não avançou | Não avançou | Não avançou | Não avançou | Não avançou    | 13    |
| Kateřina Novotná | 1500 m feminino | 2:31.367   | 3 Q        |             |             | 2:27.395    | 5           | Não avançou    | 13    |

### Salto de esqui
| Atleta                                             | Evento                  | Preliminar | Preliminar | 1ª rodada | 1ª rodada | Final       | Final       | Final |
| Atleta                                             | Evento                  | Pontos     | Pos.       | Pontos    | Pos.      | Pontos      | Total       | Pos.  |
| -------------------------------------------------- | ----------------------- | ---------- | ---------- | --------- | --------- | ----------- | ----------- | ----- |
| Jakub Janda                                        | Pista normal individual | 121.5      | 9 PQ       | 123.5     | 18 Q      | 125.5       | 249.0       | 13    |
| Jakub Janda                                        | Pista longa individual  | 112.7      | 12 PQ      | 108.6     | 13 Q      | 121.9       | 230.5       | 10    |
| Jan Matura                                         | Pista normal individual | 115.5      | 20 Q       | 120.0     | 21 Q      | 111.0       | 231.0       | 21    |
| Jan Matura                                         | Pista longa individual  | 79.5       | 30 Q       | 96.7      | 29 Q      | 107.7       | 204.4       | 22    |
| Jan Mazoch                                         | Pista normal individual | 106.0      | 33 Q       | 108.5     | 36        | Não avançou | Não avançou | 36    |
| Borek Sedlák                                       | Pista normal individual | 120.0      | 12 Q       | 107.0     | 38        | Não avançou | Não avançou | 38    |
| Borek Sedlák                                       | Pista longa individual  | 86.8       | 20 Q       | 83.0      | 40        | Não avançou | Não avançou | 40    |
| Ondřej Vaculík                                     | Pista longa individual  | 76.0       | 31 Q       | 70.1      | 45        | Não avançou | Não avançou | 45    |
| Jan Matura Ondřej Vaculík Borek Sedlák Jakub Janda | Pista longa por equipes | 76.0       | 31 Q       | 70.1      | 45        | Não avançou | Não avançou | 45    |

### Snowboard
Halfpipe
| Atleta        | Evento             | Preliminar | Preliminar | Preliminar | Preliminar | Final       | Final       | Final |
| Atleta        | Evento             | Pontos     | Pos.       | Pontos     | Pos.       | 1ª corrida  | 2ª corrida  | Pos.  |
| ------------- | ------------------ | ---------- | ---------- | ---------- | ---------- | ----------- | ----------- | ----- |
| Martin Černík | Halfpipe masculino | 18.3       | 31         | 20.1       | 27         | Não avançou | Não avançou | 33    |

Slalom gigante paralelo
| Atleta          | Evento                           | Preliminar | Preliminar | Oitavas          | Quartas          | Semifinal        | Final            | Final |
| Atleta          | Evento                           | Pontos     | Pos.       | Adversário Tempo | Adversário Tempo | Adversário Tempo | Adversário Tempo | Pos.  |
| --------------- | -------------------------------- | ---------- | ---------- | ---------------- | ---------------- | ---------------- | ---------------- | ----- |
| Petra Elsterová | Slalom gigante paralelo feminino | 1:24.81    | 23         | Não avançou      | Não avançou      | Não avançou      | Não avançou      | 23    |

Legenda
| Recorde mundial      | Recorde mundial (World record)               |                       | Recorde africano                      | Recorde africano (African) |                                           | Q | Classificado por posição (Qualified) |
| Recorde olímpico     | Recorde olímpico (Olympic record)            | Recorde da América    | Recorde da América (Americas)         | q                          | Classificado por melhor tempo (Qualified) |   |                                      |
| Melhor marca do ano  | Melhor marca do ano (World leading)          | Recorde asiático      | Recorde asiático (Asian)              | DNS                        | Não largou (Did not start)                |   |                                      |
| Recorde nacional     | Recorde nacional (National record)           | Recorde europeu       | Recorde europeu (European)            | DNF                        | Não terminou (Did not finish)             |   |                                      |
| Recorde pessoal      | Recorde pessoal do atleta (Personal best)    | Recorde da Oceania    | Recorde da Oceania (Oceania)          | DSQ / DQ                   | Desclassificado (Disqualified)            |   |                                      |
| Recorde da temporada | Recorde da temporada do atleta (Season best) | Recorde sul-americano | Recorde sul-americano (South America) | NM                         | Sem marca (No mark)                       |   |                                      |